# Srpski rječnik
Srpski rječnik (Српски рјечник), rječnik je srpskoga jezika koji je 1818. godine objavio Vuk Karadžić. Sadrži 26.270 riječi, pisan je ćirilicom i ijekavicom. Puno ime rječnika glasi: Srpski rječnik istolkovan njemačkim i latinskim riječma (Српски рјечник истолкован њемачким и латинским ријечма). Karadžić je građu za ovaj rječnik počeo skupljati još 1815. godine na nagovor Jerneja Kopitara. Ovo je treći rječnik u povijesti u kojem se jezik naziva srpskim imenom (prijašnji rječnici su bili uglavnom rječnici miješanoga srpskoga i ruskoga jezika, tzv. slaveno-srpski, a među njima su se isticali Avramovićev iz 1790. i Vezilićev iz 1793. godine. Hrvatski jezikoslovci ustanovili su da je Karadžić prepisivao riječi iz ranijih hrvatskih rječnika.

## O rječniku
Ne zna se točno kada se rodila namjera stvaranja ovoga djela jer je Karadžić sam rekao da je još dok je radio na sudu u Srbiji znao zapisati poneku riječ koja bi mu se učinila zanimljivom. „Rječnik“ je bio jedan od najvažnijih koraka u borbi za jezik jer je postavljao za osnovu književnog jezika čisti narodni jezik, a uz njega je dolazilo i drugo izdanje slovnice. U „Rječniku“ su prvi put ispoštivane glasovne promjene, a priključena mu je i „Gramatika srpskoga jezika“ koju je 1824. godine na njemački jezik preveo Jacob Grimm. Riječi u rječniku bile su naglašene, a pravila po kojima su naglašene nešto se razlikuju od današnjih. Riječi je na latinski i njemački jezik preveo slovenski slavist i jezikoslovac Jernej Kopitar. Zanimljivo je da je rječnik završen čak dvije godine prije nego što je objavljen. Dva glavna razloga tog kašnjenja su bili nedostatak sredstava kao i mitropolit Stevan Stratimirović. U Karadžiću je vidio neprijatelja svetosavlja i države koji ima namjeru preko reforme pravopisa započeti unijaćenje Srba. Karadžić u jednom pismu Lukijanu Mušickom na pitanje kako napreduje izdavanje „Rječnika“ odgovara: „Ne da se. Ali će se dati!“. 
Karadžić u „Rječnik“ uvodi šest slova: J iz latinice (koje se u latinici obilježavalo kao ï), Lj, Nj, Đ, Ć i Dž. U ovom izdanju „Rječnika“ nema slova H i F. Karadžić je bio za to da se ono izbaci iz azbuke jer je tvrdio da se ono i ne pojavljuje u srpskom jeziku. Ali, na inzistiranje Lukijana Mušickoga i Pavla Solarića unio je H i F, i to kako kaže, samo za tuđe riječi. U Rječniku nema slova H, ali su neke riječi napisane s H (arhimandrit, arhiđakon, zahvaliti, zahvatiti...). 
Predgovor „Rječniku“ je, u stvari, završna Karadžićeva riječ koja je upućena Milovanu Vidakoviću i ostalim "Slaveno-Srbima" s kojima je bio u polemici dugo vremena. Karadžić je predgovor „Rječniku“ napisao u obliku rasprave u kojoj je pisao da se nitko prije Dositeja Obradovića nije sjetio pisati po svojim pravilima, već je svatko pisao „po svom ukusu“. On u daljnjem tekstu zagovara zajedništvo srpskoga jezika pravoslavnih kršćana i katolika govoreći o „braći rimskog zakona koji nam s radošću ruke pružaju“. Pod Srbima katolicima podrazumijevao je štokavce koji se danas uglavnom smatraju Hrvatima, a pod Srbima muslimanima one koji se danas uglavnom smatraju Bošnjacima (teorija Srbi svi i svuda). 
Razloge koji su ga nagnali na izdavanje „Rječnika“ naveo je u jednom odlomku, kojim se na neki način može protumačiti sav njegov rad: „Ja sam iz ljubavi k srpskome jeziku i iz želje da bi mu se što brže pomoglo, prije nekolike godine napisao i izdao na svijet „Pismenicu srpskoga jezika po govoru prostoga naroda napisana“ samo kao mali ugled kako Srblji sklanjaju imena i sprežu glagole. Koji su sumnjali da što ne znadu, mogli su se čemu i iz nje poučiti; a koji misle da sve znadu, oni će se poderati onakvi kakvi su, makar im neko napisao sto najboljih gramatika. Iz kojih sam uzroka izdao onu prvu srpsku gramatiku, iz onijeh izdajem i ovaj prvi Srpski rječnik (i drugu gramatiku).“
Dobar povod svojim protivnicima za pojačavanje napada na njega dao je tim što je u „Rječnik“ unio veliki broj psovki. To je djelomično učinio po nagovoru Jerneja Kopitara i Jakoba Grimma. Grimm se veoma zanimao za psovke u srpskom jeziku i u prijepisci s Vukom tražio je njihovu istovrijednicu u njemačkom jeziku. Napadi na Karadžićevu reformu nisu prestali ni nakon 1847. godine koja se smatra godinom Karadžićeve pobjede.

## Vanjske poveznice
- Cijeli rječnik